# Robert Barker (imprimeur)
Pour les articles homonymes, voir Robert Barker et Barker.
Robert Barker (mort en 1645) est un imprimeur royal anglais au temps de Jacques Ier d'Angleterre. Il succède à son père Christopher Barker, qui était imprimeur de la reine Élisabeth Ire. Il est notamment l'imprimeur de la Bible du roi Jacques, l'un des livres les plus importants jamais imprimés en anglais. Lui et son associé Martin Lucas sont sévèrement punis pour avoir laissé passer plusieurs grosses erreurs typographiques dans une édition de la Bible, notamment un terrible bourdon : l'oubli de la négation dans le 7e des dix commandements, devenu de ce fait Tu commettras l'adultère, ce qui vaudra le surnom de « Bible vicieuse » à cette édition particulière de la Bible qui sera en grande partie pilonnée.

## Carrière comme imprimeur
Après avoir travaillé chez divers imprimeurs pendant un certain temps, Robert Barker rejoint l'imprimerie de son père en 1589 et en hérite le 29 novembre 1599 à la mort de celui-ci. Par les lettres patentes de la reine Élisabeth du 8 août 1589, il reçoit à vie le privilège d'imprimeur royal, à la suite de son père, avec droit d'imprimer des bibles anglaises, des livres de prière commune, des statuts et des proclamations. La première bible qui porte sa marque distinctive est une édition in-quarto de la Bible de Genève, en 1600. En 1603, il a une licence spéciale, à vie également, « pour imprimer toutes lois et libelles » et l'année suivante, en succession de John Norton, une licence « pour imprimer tous les livres en latin, grec et hébreu, la Bible latine de Trimelius, et tous les graphiques et cartes ». En 1609 et 1610, plusieurs sommes importantes lui sont versées pour l'impression, les livres, la reliure, le parchemin et les papiers fournis au Parlement. 

### La Bible du roi Jacques

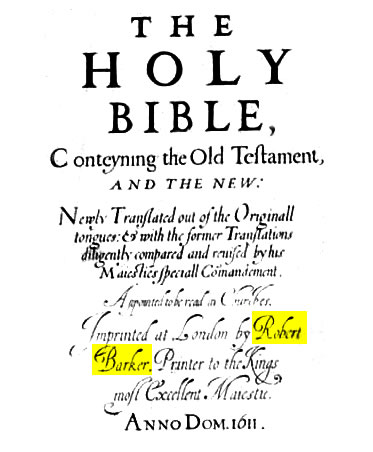
Reproduction d'une partie du frontispice de la première édition de la Bible du roi Jacques portant mention de Robert Barker.

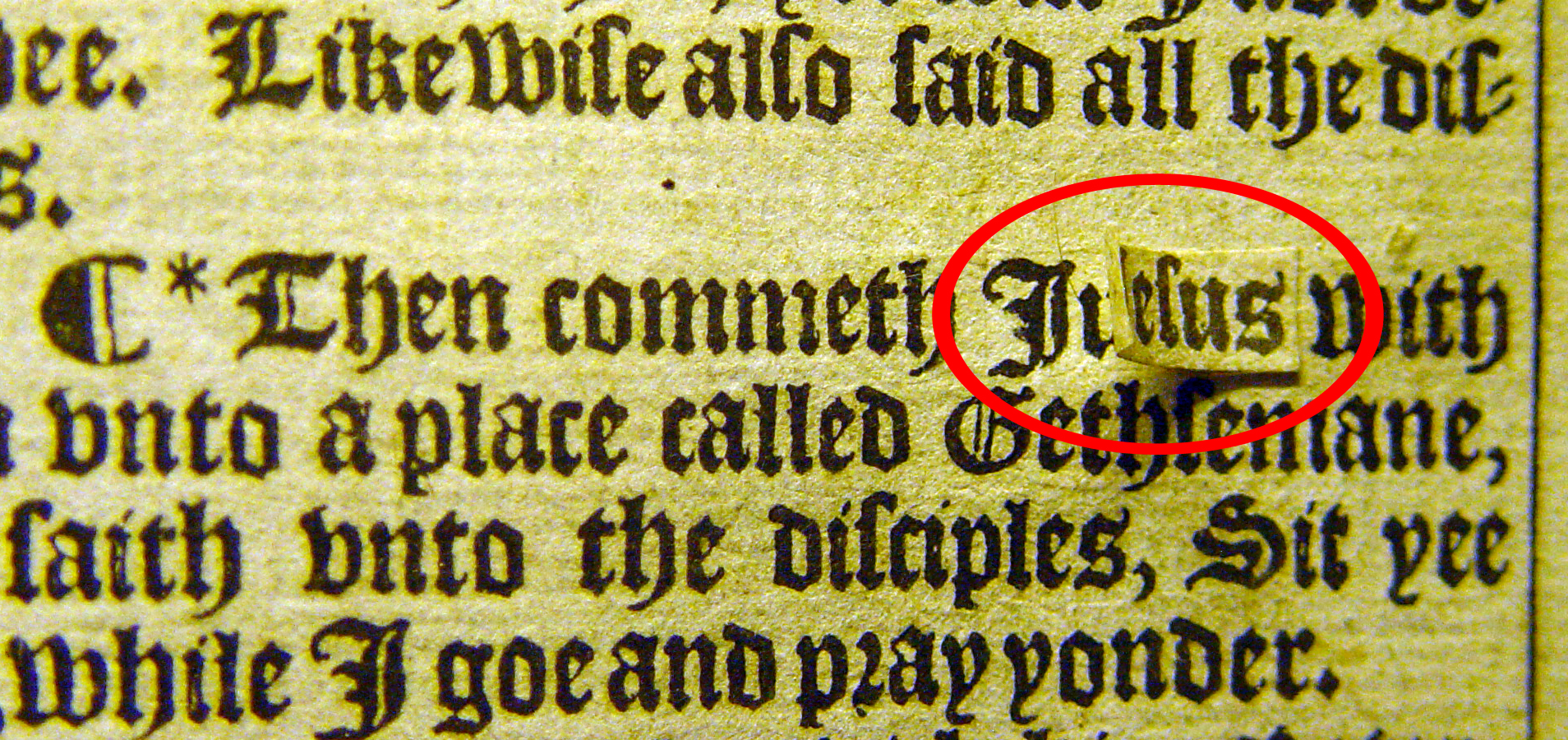
La "Bible de Judas" exposé à l'Église Sainte-Marie, à Totnes, dans le Devon. Cet exemplaire de la deuxième édition in-folio de la version autorisée, imprimée par Robert Barker en 1613, avait été remise à l'église pour l'usage du maire de Totnes. Cette édition est connue comme la « Bible de Judas » parce qu'en Matthieu 26/36, c'est le nom de Judas qui apparaît au lieu de celui de Jésus. Dans cet exemplaire, l'erreur (cerclée de rouge) a été corrigée par un morceau de papier collé par dessus l'erreur d'impression.

En 1611, Robert Barker imprime la première édition de la Bible du roi Jacques (King James Version en anglais). Bien qu'elle soit appelée "version autorisée", elle n'a pas été officiellement "autorisée" par le roi, quoique celui-ci se soit personnellement intéressé à ce travail qu'il a commandité. Les frais d'impression sont entièrement pris en charge par Robert Barker qui ne retire finalement que peu de bénéfice financier de cette affaire mais qui lui procure une certaine renommée. L'impression elle-même est d'assez mauvaise qualité, avec des lignes d'impression inégales, une police de caractères gothique de mauvaise qualité[réf. nécessaire]  et de nombreuses erreurs qui sont corrigées dans les éditions ultérieures.

### L'affaire de la « Bible vicieuse »
La Bible vicieuse, également connue sous le nom de « Bible perverse », « Bible adultère » ou « Bible des pécheurs » est publiée en 1631 par Robert Barker et son jeune associé Martin Lucas. Cette édition de la Bible est censée être une simple réimpression de la Bible du roi Jacques. Cependant, dans les Dix Commandements (Exode 20,14), la négation not dans la phrase Thou shalt not commit adultery (Tu ne commettras pas d'adultère) est omise, ce qui inverse spectaculairement le commandement. 
Il y avait en outre une autre coquille gênante au livre du Deutéronome 5,24, dont le texte correct en français est « et vous dites : Voici, l'Éternel, notre Dieu, nous a montré sa gloire et sa grandeur ». Le texte correct de la King James est “And ye said, Behold, the LORD our God hath shewed us his glory and his greatnesse,” mais dans la Bible vicieuse, le mot greatnesse (grandeur, avec l'orthographe du XVIIe siècle) est remplacé par great-asse, ce qui est considéré comme un blasphème. 
La présence de ces deux énormités dans la même réédition de la Bible du roi Jacques conduit les historiens à supposer qu'il s'agit sans doute d'un sabotage, peut-être une vengeance d'un typographe ou une manœuvre d'un concurrent.
Cette parution étant reçue comme un outrage direct par le roi Charles et par l'archevêque de Canterbury George Abbot, les deux fauteurs de trouble sont convoqués devant la Chambre étoilée (équivalent de la haute cour de justice), où, une fois les faits établis, ils sont condamnés à une amende de 300 livres sterling (l'équivalent d'un an du revenu des condamnés) et ils sont déchus de leurs licences d'imprimeur.  
Par ordre du roi, la majorité des exemplaires de la Bible vicieuse sont immédiatement rappelés et brûlés, et il semble que seuls onze exemplaires aient survécu.

## Emprisonnement
En 1635, Robert Barker est emprisonné pour dettes. Le paiement des amendes prévues par l'arrêt de la Chambre étoilée n'en est pas la cause car ce paiement est maintes fois repoussé, au moins jusqu'en 1640. Son effectivité n'est d'ailleurs pas certaine. Il semble plutôt que Robert Barker, bien qu'il bénéficie de privilèges lui permettant de faire fonctionner une entreprise d'imprimerie très lucrative, manque tout simplement de sens des affaires. Il est mort en prison[pourquoi ?] en 1643.